# Turismo en Escocia

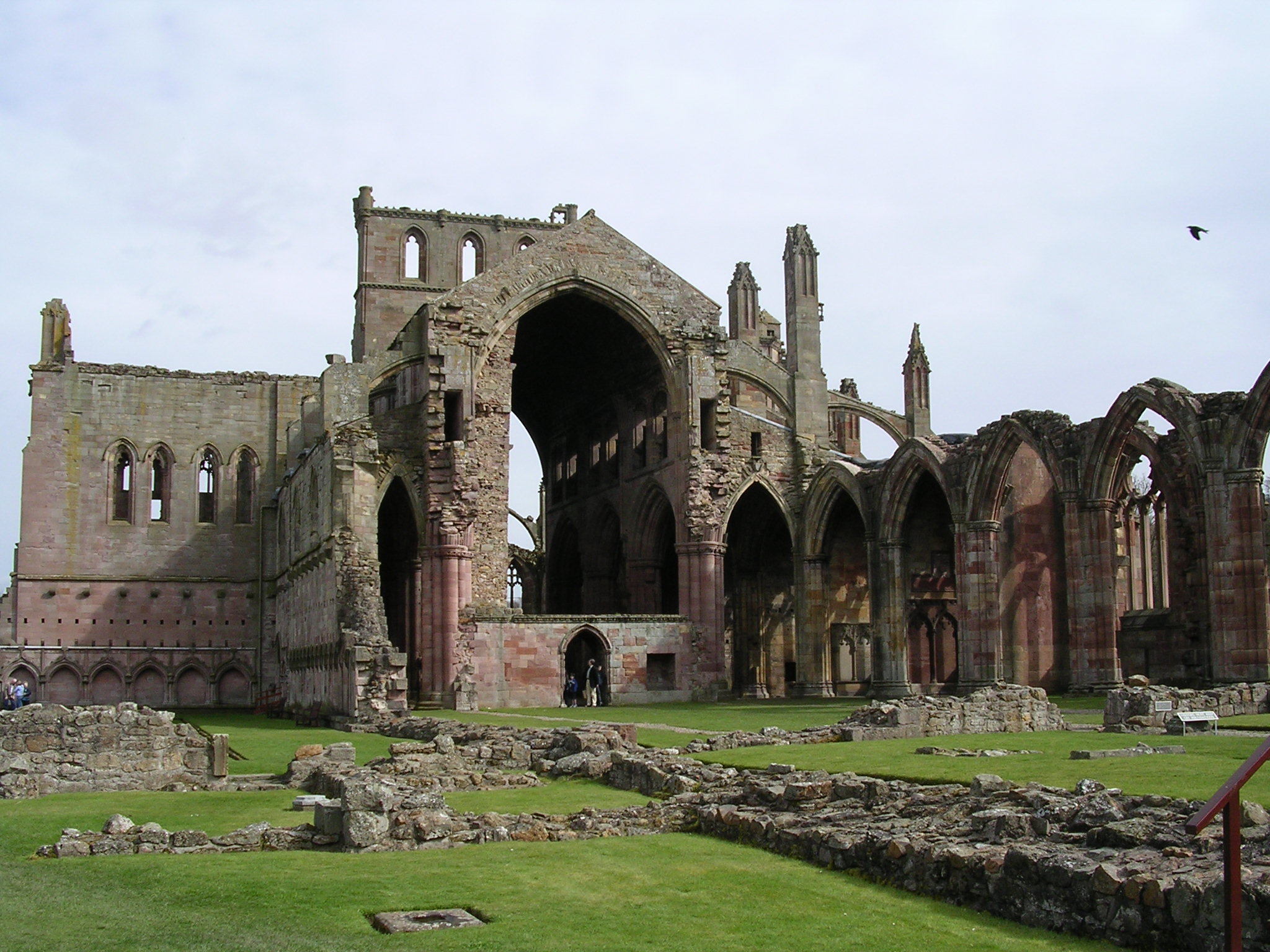
Ruinas de la Abadía de Melrose, Scottish Borders.

Escocia es un destino turístico asentado. De la actividad de este sector dependen 200.000 empleos, principalmente en el sector servicios, generando un negocio anual de 4.000 millones de libras  Archivado el 8 de julio de 2008 en Wayback Machine.. Los turistas procedentes del Reino Unido constituyen el grueso de visitantes. En 2002, por ejemplo, las visitas procedentes del reino unido alcanzaron los 18,5 millones, permaneciendo un total de 64,5 millones de noches y gastando 3.700 millones de libras. En contraste, las visitas del exterior sólo fueron de 1,58 millones, principalmente de Estados Unidos (24%), seguido por Alemania (9%), Francia (8%), Canadá (7%) y Australia (6%). 
La imagen de Escocia es la de un paraíso limpio y no contaminado, con hermosos paisajes y una historia rica y fascinante, con miles de sitios históricos y atracciones: círculos de piedra, Menhires, cámaras funerarias prehistóricas y abundantes restos de la Edad del Bronce, Edad del Hierro y Edad de Piedra. Existen también numerosos castillos históricos, mansiones, campos de batalla, ruinas y museos. Igualmente la cultura escocesa atrae a numerosos visitantes.
Las ciudades de Edimburgo y Glasgow se contemplan cada vez más como una alternativa cosmopolita al paisaje rural escocés. Dichas ciudades reciben visitas de forma continuada durante todo el año, pero es entre los meses de abril a octubre cuando se registra una mayor afluencia. Además de todo esto, la agencia nacional de turismo, VisitScotland ha llevado a cabo una estrategia centrada en los nichos de mercado buscando explotar, entre otras cosas, los atractivos de Escocia para el golf, la pesca y el turismo gastronómico.
Otra razón importante, y cada vez más popular para visitar Escocia -especialmente entre los habitantes de Estados Unidos- es la genealógica, ya que muchos visitantes vienen a Escocia para explorar sus raíces familiares.

## Infraestructura
Escocia está conectada a Inglaterra por carretera, tren y avión. Los aeropuertos de Glasgow, Prestwick, Edimburgo y Aberdeen son las principales puertas de entrada en Escocia, con una red de destinos cada vez mayor. Hay también vuelos diarios a las principales ciudades del continente, y vuelos directos a las principales ciudades de Norteamérica, como Nueva York, Atlanta, Boston, Filadelfia, Toronto, Vancouver y Calgary. La expansión de las redes aéreas está facilitando la llegada de visitantes al país.
El país está también conectado al continente europeo mediante un servicio de ferry que opera diariamente entre Rosyth en Fife, y el puerto belga de Zeebrugge. Los servicios de ferry conectan también Escocia con Irlanda del Norte, entre Stranraer y Belfast y entre Cairnryan y Larne.
El ferry de Gotemburgo, en Suecia, entre "Newcastle" (realmente partía desde North Shields en el norte de Inglaterra), línea explotada por la compañía danesa DFDS Seaways), suspendió sus actividades, aduciendo como causa los altos precios del combustible y la competencia cada vez mayor de las Aerolíneas de bajo costo, como Ryanair, que vuela entre Stansted y el Aeropuerto de Gotemburgo. Otra de las compañías del grupo, DFDS Tor Line, continuará realizando viajes de grupo entre Gotemburgo y varios puertos ingleses, incluyendo Newcastle.

## Destinos turísticos en Escocia

### Centros turísticos
- Edimburgo es la capital, y está considerada como una de las ciudades más bellas de Europa. Tanto la Ciudad Vieja como la Ciudad Nueva han sido declaradas Patrimonio de la Humanidad por la UNESCO. Edimburgo es el mayor destino turístico de Escocia y el segundo mayor del Reino Unido después de Londres. Entre las principales atracciones destacan el castillo de Edimburgo, el Zoo, el Palacio de Holyrood, el Parque de las ciencias Our Dynamic Earth y la Royal Mile (la milla de oro). Existen tres universidades, incluyendo la Universidad de Edimburgo, fundada en 1583.

- Glasgow es la mayor ciudad del país y el segundo destino turístico después de Edimburgo. Entre sus principales atractivos estarían la Burrell Collection, la catedral de Glasgow, el Glasgow Science Centre y el Museo Kelvingrove. Además, muchos turistas visitan Glasgow atraídos por su arquitectura victoriana y gótica y por las compras. En Glasgow hay tres universidades, incluyendo la Universidad de Glasgow.

- Stirling es un lugar histórico en el centro de Escocia, a unos 50 kilómetros al noroeste de Edimburgo y se la conoce como la "Puerta de las Highlands", debido a su situación geográfica entre las highlands o tierras altas y las Lowlands o tierras bajas. Entre sus atracciones destacan el castillo de Stirling y el Monumento a William Wallace

- Aberdeen es conocida como la "Ciudad de Granito", famosa por su arquitectura gótica. Con 210.000 habitantes, es el centro administrativo del nordeste de Escocia. Sus infraestructuras portuarias la convierten en el punto de salida y atraque de los numerosos ferris que conectan Escocia con las Orcadas y las Shetland. Posee dos universidades y una gran población estudiantil.

- Saint Andrews es una pequeña pero populosa ciudad del nordeste de Fife. La economía de esta antigua ciudad real está centrada en la industria del golf, estando considerada como el lugar de nacimiento del juego moderno. La Universidad de Saint Andrews (la más antigua de Escocia) tiene facultades repartidas por toda la población.

- En Dundee, conocida como la "Ciudad del Discovery", fue construido el RRS Discovery, el barco que llevó a Scott en su expedición antártica. Dundee tiene dos universidades, un museo de Jute llamado Verdant Works y es una de las escalas del ERIG - European Route of Industrial Heritage.

- Perth es una pequeña pero histórica ciudad en la costa este, a orillas del río Tay, famosa por sus parques. Cerca de Perth se levanta Scone, capital histórica de Escocia y antigua sede de los reyes escoceses.

- Inverness es el centro administrativo de las Highlands, cerca del Lago Ness y sirve como nudo de transportes para esta zona, con varias líneas de autobús y tren que parten de aquí hacia el norte y el oeste de las Highlands. Es un destino muy popular para aquellos que desean explorar el norte de Escocia.

- Ayrshire ofrece maravillosos paisajes, actividades al aire libre, y una apasionante historia conectada con William Wallace, Robert Bruce y el poeta escocés más conocido, Robert Burns. En Ayrshire también podemos encontrar algunos de los mejores campos de golf del mundo (32 en total).

Otras áreas muy populares para el turismo son la Highlands y las islas Hébridas, como la Isla de Skye. Perthshhire, los Borders escoceses y las islas Orcadas y Shetland son también destinos muy concurridos.

### Montañismo
Ben Nevis es la montaña más alta del Reino Unido, pero hay muchas otras montañas importantes en Escocia, aunque relativamente de poca altitud. Los montes Cuillin de la Isla de Skye ofrecen algunos retos para los escaladores, como Sgurr Dearg, conocido como el Pico Inaccesible.

### Caza y pesca
Numerosos lochs (lagos) como Loch Lomond o Loch Ness, donde se dice que habita un monstruo. Abundan también los ríos, apropiados para la pesca del salmón y la práctica de la pesca con mosca. Destacan el Tay, el Tweed, el Don y el Dee.
Para ir de caza, las principales actividades son la caza del ciervo y del urogallo

### Otras actividades
Escocia es también la patria del golf, con muchos campos históricos, entre los que destacan los de Saint Andrews, Gleneagles, Royal Troon, Carnoustie, y Muirfield, además de muchos otros repartidos por el país
La exportación más conocida de Escocia es el whisky escocés y sobre un millón de visitantes al año realizan un tour por las más importantes destilerías.
Además, existen parques de atracciones como el M&D en Strathclyde.